# 내재적인 감광성 망막 신경절 세포

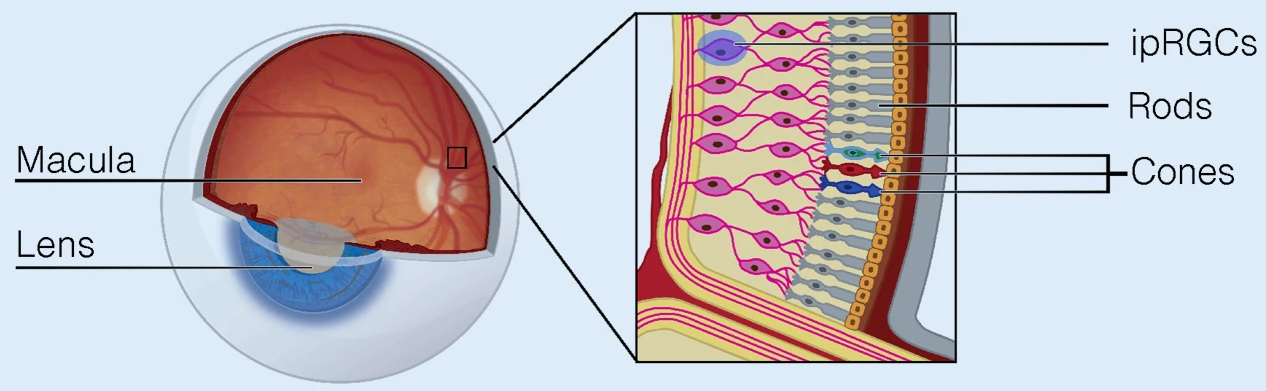
망막 광수용체 개요. 오른쪽 상단에 표시된 것은 ipRGC이다.

감광성 망막 신경절 세포(photosensitive retinal ganglion cell, pRGC) 또는 멜라놉신 함유 망막 신경절 세포(melanopsin-containing retinal ganglion cell, mRGC)라고도 불리는 내재적인 감광성 망막 신경절 세포(intrinsically photosensitive retinal ganglion cell, ipRGC)는 포유류의 눈(mammalian eye)의 망막에 있는 뉴런의 일종이다. 추가 광수용체의 존재는 간상체와 원뿔이 없는 생쥐가 여전히 동공 수축을 통해 빛의 수준 변화에 반응했던 1927년에 처음으로 의심되었다. 이는 간상체와 원뿔만이 빛에 민감한 조직이 아님을 시사한다. 그러나 이러한 감광성이 추가적인 망막 광수용체에서 발생하는지 아니면 신체의 다른 곳에서 발생하는지 여부는 불분명했다. 최근 연구에 따르면 이러한 망막 신경절 세포는 다른 망막 신경절 세포와 달리 빛에 민감한 단백질인 멜라놉신의 존재로 인해 내재적으로 감광성(photosensitive)인 것으로 나타났다. 따라서 간상세포와 원추세포에 이어 세 번째 부류의 광수용체를 구성한다.

## 같이 보기
- 신경절 세포층
- 이중층 세포
- 멜라놉신
- 일주기 리듬
- 동공 반사